# Blå stjärnkolibri
Blå stjärnkolibri (Heliomaster furcifer) är en fågel i familjen kolibrier.

## Utbredning och systematik
Fågeln förekommer från Bolivia till Paraguay, centrala och södra Brasilien, Uruguay och norra Argentina. Den behandlas som monotypisk, det vill säga att den inte delas in i några underarter.

## Status
IUCN kategoriserar arten som livskraftig.